# Erik Seletto
Erik Seletto (Aosta, 21 settembre 1975) è un allenatore di sci alpino ed ex sciatore alpino italiano.

## Biografia

### Carriera sciistica
Residente a Breuil-Cervinia e tesserato per i Gruppi Sportivi Fiamme Gialle, era specialista delle prove veloci.

#### Stagioni 1993-1998
Debuttò nel Circo bianco in occasione dei Mondiali juniores di Montecampione/Colere 1993, senza conseguire risultati di rilievo. Esordì in Coppa del Mondo il 25 febbraio 1995 nella discesa libera di Whistler, piazzandosi 60º; il 23 gennaio 1996 conquistò il suo primo podio in Coppa Europa (3º nel supergigante di Altenmarkt-Zauchensee) e ottenne i primi punti nel massimo circuito internazionale il 5 febbraio successivo, quando arrivò 19º nel supergigante di Garmisch-Partenkirchen.
Il 7 febbraio 1997 a La Thuile conquistò, in supergigante, la sua unica vittoria in Coppa Europa, mentre l'anno dopo partecipò ai XVIII Giochi olimpici invernali - sua unica presenza olimpica - classificandosi 10º nella combinata.

#### Stagioni 1999-2004
Ottenne il suo unico podio in Coppa del Mondo, nonché unico piazzamento tra i primi dieci, il 12 dicembre 1998, quando fu 3º nella discesa libera di Val-d'Isère vinta da Lasse Kjus davanti all'altro italiano Luca Cattaneo. Nella stessa stagione esordì ai Campionati mondiali a Vail/Beaver Creek 1999, dove fu 13º nella discesa libera, mentre due anni dopo, nella rassegna iridata di Sankt Anton am Arlberg 2001, si classificò 17º nella discesa libera e 30º nel supergigante.
Il 5 marzo 2002 salì per l'ultima volta sul podio in Coppa Europa, a Tignes in discesa libera (3º); l'anno dopo ai Mondiali di Sankt Moritz 2003, sua ultima presenza iridata, si piazzò 26º nella discesa libera. Si ritirò al termine della stagione 2003-2004; la sua ultima gara in Coppa del Mondo fu la discesa libera di Sankt Anton am Arlberg del 14 febbraio (28º) e la sua ultima gara in carriera fu il supergigante dei Campionati italiani 2004, disputato il 24 marzo a Caspoggio e chiuso da Seletto all'8º posto.

### Carriera da allenatore
Dopo il ritiro è divenuto allenatore di sci alpino prima nei quadri della Federazione sciistica del Cile, poi in quella della Spagna e quindi, dalla stagione 2012-2013 alla stagione 2021-2022, in quella della Francia, dove ha ricoperto l'incarico di responsabile della squadra maschile dei velocisti.

## Palmarès

### Coppa del Mondo
- Miglior piazzamento in classifica generale: 56º nel 1999
- 1 podio:
  - 1 terzo posto

### Coppa Europa
- 5 podi (dati parziali, dalla stagione 1994-1995):
  - 1 vittoria
  - 2 secondi posti
  - 2 terzi posti

#### Coppa Europa - vittorie
| Data            | Località  | Paese  | Specialità |
| --------------- | --------- | ------ | ---------- |
| 7 febbraio 1997 | La Thuile | Italia | SG         |

Legenda:

SG = supergigante

### Campionati italiani
- 2 medaglie[2]:
  - 2 ori (discesa libera nel 1997; supergigante nel 2003)